# Jean-Mathieu Chouvet
Jean-Mathieu Chouvet est un religieux et homme politique français né le 3 septembre 1732 à Coucouron (Ardèche) et décédé le 23 novembre 1813 à Chomérac (Ardèche).

## Biographie
Curé de Chomérac, il est député du clergé aux états généraux de 1789 pour la sénéchaussée de Villeneuve-de-Berg. Il prête le serment civique.

## Sources
- « Jean-Mathieu Chouvet », dans Adolphe Robert et Gaston Cougny, Dictionnaire des parlementaires français, Edgar Bourloton, 1889-1891 [détail de l’édition]